# Pallanne
 Pallanne  là một xã thuộc tỉnh Gers trong vùng Occitanie tây nam nước Pháp. Xã này có độ cao từ 165-266 mét trên mực nước biển.
Dân số năm 1999 là 66 người.